# Maria Schnee (Rheinfelden-Herten)

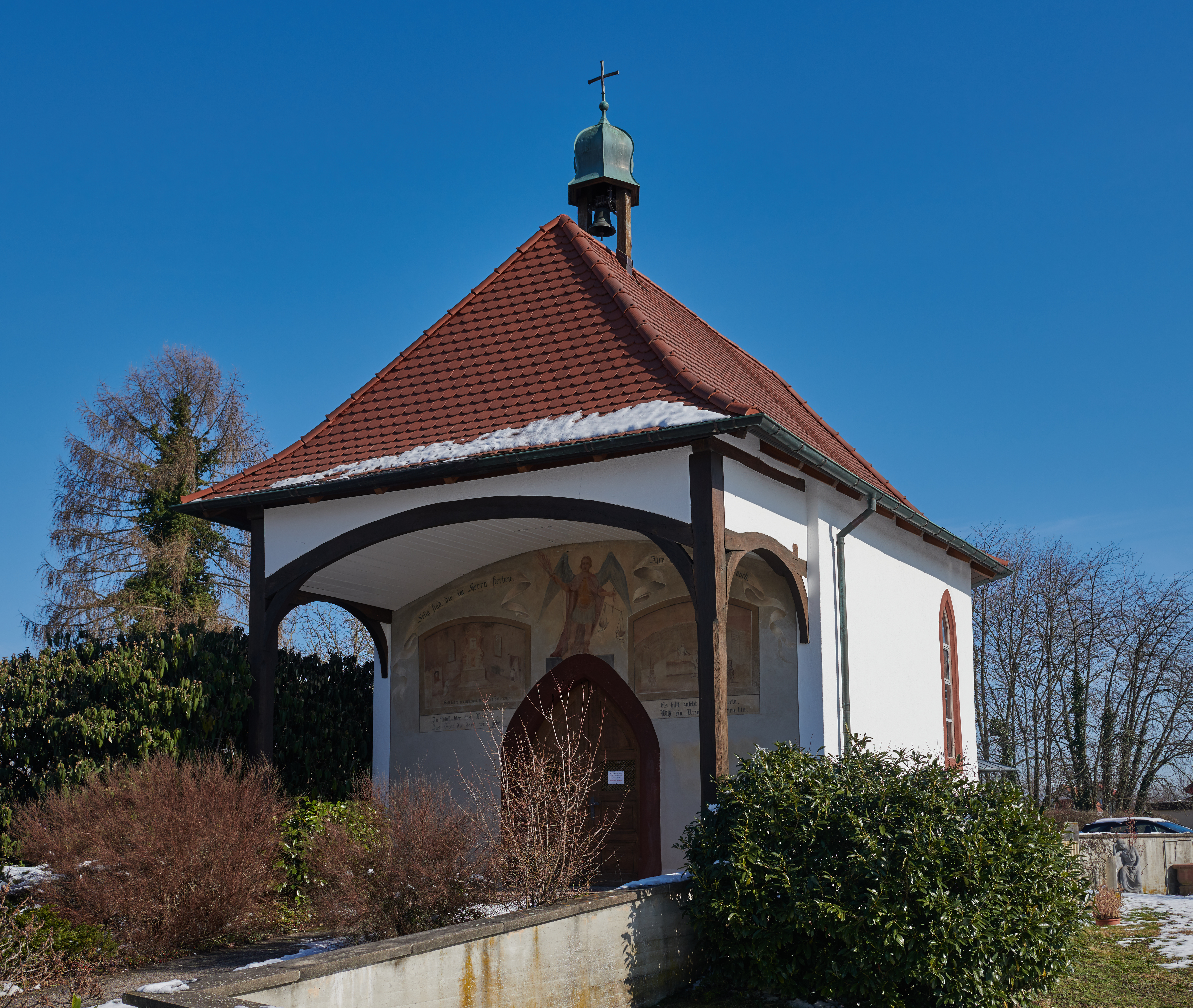
Kapelle Maria Schnee

Die Kapelle Maria Schnee im Rheinfelder Stadtteil Herten gehört zu der zum 1. Januar 2015 begründeten römisch-katholischen Kirchengemeinde Rheinfelden, einer Seelsorgeeinheit mit den sieben Kirchen St. Josef, St. Gallus (Eichsel), St. Urban, St. Michael, St. Peter & Paul, St. Felix & Regula, St. Gallus (Warmbach) und den beiden weiteren Kapellen St. Mauritius und St. Ubald. Sie steht unter dem Patrozinium Unserer Lieben Frau vom Schnee. In ihr befindet sich ein von Dominik Weber gemalter Totentanz, eine Kopie des im Zweiten Weltkrieg verloren gegangenen Freiburger Totentanzes.

## Geschichte
Die Kapelle liegt am Rand des Hertener Friedhofs. Der Schlussstein über der Eingangstür zeigt für ihre Erbauung die Jahreszahl 1715. Erst 18 Jahre später, am 1. August 1738, erfolgte die urkundlich belegte Weihe durch den Konstanzer Weihbischof Franz Johann Anton von Sirgenstein (1683 – 29. Januar 1739). Ein Architekt ist nicht überliefert. Die Kapelle soll aufgrund eines Gelübdes der Einwohner von Herten anlässlich einer „grassierenden Viehseuche“ errichtet worden sein.
Über Vorgängergebäude ist nichts bekannt. Nach der Legende soll eine Ursprungskapelle auf das Gelübde eines Ritters aus der Familie derer von Hertenberg zurückgehen, deren Burg als Ruine Hertenberg erhalten ist. Im Zweiten Kreuzzug gelobte er die Errichtung, die gemäß einem Traum auf einem Hügel erfolgen sollte, auf dem am nächsten Morgen, einem 5. August, Schnee lag – womit offensichtlich die Entstehungslegende der Kirche Santa Maria Maggiore in Rom aufgegriffen wird, die auch als Unsere Liebe Frau vom Schnee bekannt ist. Dies erklärt auch das Patrozinium, das am Sonntag nach dem 5. August („Maria Schnee“) gefeiert wird.
Die von diesem Ritter erbaute erste Kapelle soll nach einer weiteren Legende im Dreißigjährigen Krieg zerstört worden sein. Schwedische Soldaten bedrängten ein junges Mädchen, das sich dem bis auf den Rabenfelsen entzog. Dort überlebte es nach Anrufung der Gottesmutter einen Sprung in die Tiefe unversehrt, während der sie auf einem Pferd verfolgende Hauptmann schwer verwundet wurde. Das Mädchen versorgte den Sterbenden, der ihr aus Dankbarkeit seine Geldbörse übergab. Mit diesem Geld und unter Hilfe der reuigen schwedischen Soldaten soll die Kapelle wiederaufgebaut worden sein.
Den Legenden nach wäre die heutige also die dritte Kapelle. 1833 wurde überlegt, sie abzubrechen, bis sie nach Anlegung des Friedhofs vorübergehend als Friedhofskapelle verwendet wurde. Sie wurde 1887/1888, 1970 und zuletzt 2008 (mit einem Aufwand von rund 55.000 Euro) renoviert.

## Beschreibung
Ein Drittel des kleinen rechteckigen Gebäudes nimmt die offene Vorhalle ein, die aus drei Korbbögen gebildet wird. Den Abschluss bildet der nicht eingezogene polygonale Chor. Der Eingang ist ebenso spitzbogig wie im Osten zwei seitliche Fenster. Das Satteldach ist über der Vorhalle und über dem Chor abgewalmt. Auf der Westseite befindet sich auf zwei Pfosten ein Dachreiter mit einer Zwiebelhaube.
Der Innenraum wird durch eine Flachdecke abgeschlossen. Auf den Bänken finden etwa 25 Besucher Platz. Das Altarbild zeigt den Ritter von Hertenberg auf einem Schimmel, als ihm die Gottesmutter erscheint. An den Seiten stehen Skulpturen von zwei Heiligen, deren Namen ebenso wenig bekannt sind, wie der des Schnitzers, des Malers oder des Altarbauers.
Im Zuge der Renovierung 1887/1888 restaurierte Dominik Weber das Altarbild. Vor allem schuf er passend für den zu der Zeit als Friedhofskapelle genutzten Bau einen kleinen Totentanzzyklus mit je sechs Bildern an den beiden Seitenwänden. Im oberen Bereich befinden sich jeweils vier und im unteren zwei, die von Gebetssprüchen flankiert werden.
Weber hatte 1856 den Totentanz in der Freiburger Friedhofskapelle St. Michael restauriert. Zeichnungen, die wahrscheinlich schon damals entstanden, haben sich im St. Josefshaus in Herten erhalten. In der Kapelle „Maria Schnee“ hat er die ihm dadurch bekannten zwölf Motive wiederholt. Obgleich die gereimten Texte und die Bildmotive leicht seiner Zeit angepasst sind, ist das Freiburger Werk bis in viele Details wiederzuerkennen, was der Vergleich mit den Fotos deutlich macht, die sich von dem zerstörten Original erhalten haben. Sibylle Rohdich würdigt: „In der Ausarbeitung des Totentanzes muss man sagen, dass er künstlerisch hinter seinem Vorbild zurücksteht. Allerdings passt er zu dem einfachen Charakter einer dörflichen Kapelle.“

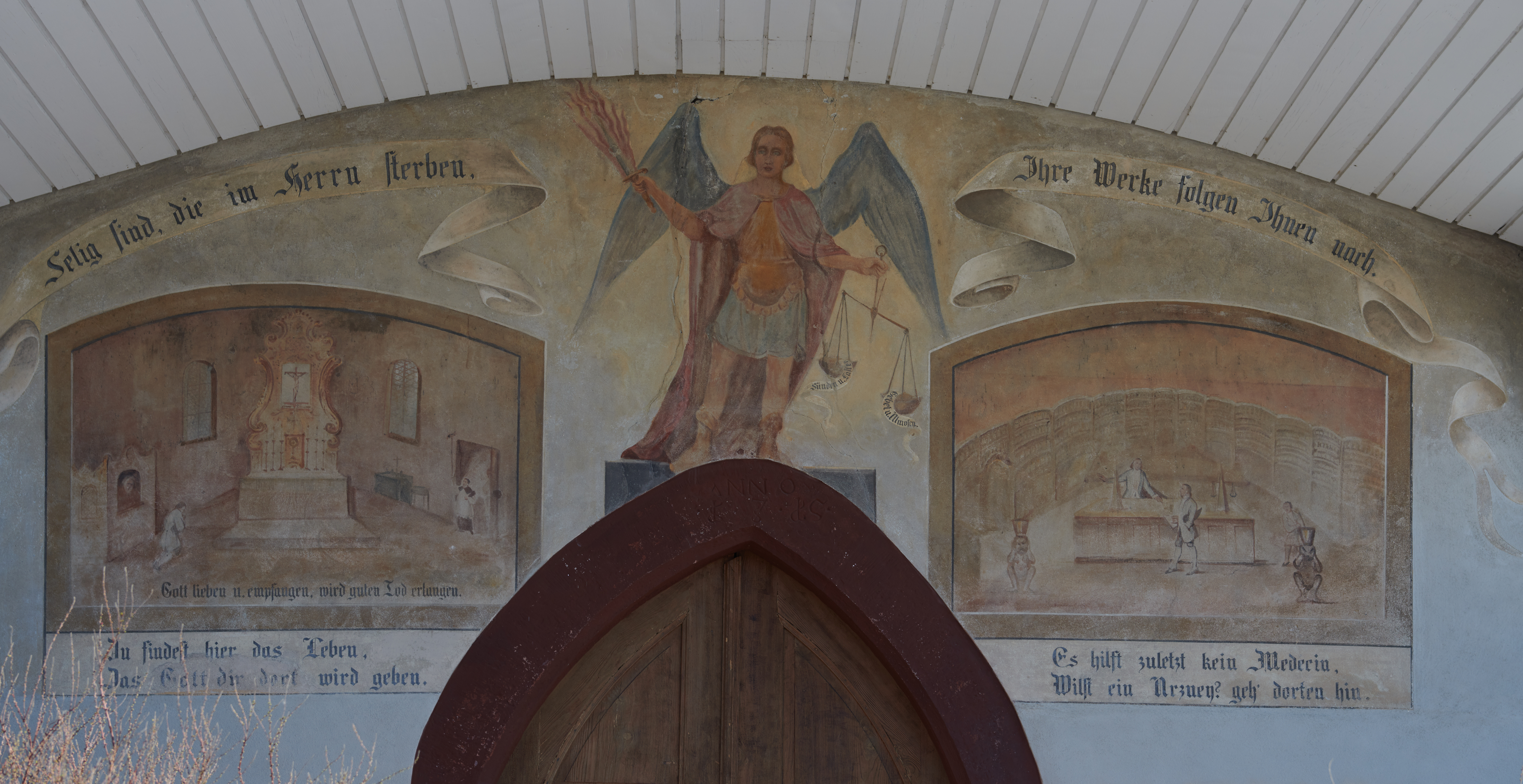
Wandgemälde über dem Eingang

Ergänzend zu diesen Arbeiten hat Dominik Weber auch die Eingangsfassade der Kapelle bemalt. Zentral über dem Portal zeigt sich der Erzengel Michael als Seelenwäger mit einem Spruch nach Offenbarung 14, 13: „Selig sind die im Herrn sterben, ihre Werke folgen ihnen nach“. Links davon ist der Innenraum einer Kirche dargestellt und unterschrieben: „Du findest hier das Leben, Das Gott dir dort wird geben“. Entsprechend lautet rechts der Text zur Abbildung einer Apotheke: „Es hilft zuletzt kein Medecin, Wilst ein Arzney? geh‘ dorten hin“.

## Glocke
Die in einem offenen Dachreiter hängende kleine Glocke aus Bronze wird von Hand geläutet, was aber nur bis etwa 2005 regelmäßig der Fall war. Sie trägt an der Schulter die Inschrift „HANS HEINRICH WEITNAVER SEL. WITTWE GOS MICH IN KLEIN BASSEL 1738“, an der Flanke Abbildungen eines Kruzifixes und einer Maria und am Schlagring die Inschrift „HT. MARIA ZU SCHNE. CB“. Von 1941 bis 1956 wurde sie in St. Urban geläutet, da diese im Zweiten Weltkrieg drei ihrer vier Glocken hatte abgeben müssen.
| Schlagton | Gussjahr | Gewicht | Gießerei                      |
| es‘‘‘+1   | 1783     | 32 kg   | Hans-Heinrich Weitenauer [IV] |